# Syed Mahmud Hossain
Pour les articles homonymes, voir Hossain.
Cet article concerne le 22e juge en chef du Bangladesh. Pour le 2e, voir Syed A. B. Mahmud Hossain.
Syed Mahmud Hossain, né le 31 décembre 1954 est le 22e président de la Cour suprême et juge en chef du Bangladesh.

## Enfance et éducation
Hossain est né le 31 décembre 1954 de Syed Mustafa Ali,. Il a terminé sa vie scolaire dans la ville de Comilla. Il obtient le certificat d'études secondaires de la Comilla Zilla School en 1972, l'examen d'etudes supérieures du Comilla Victoria College en 1974 et passe son bachelor of Science du même collège en 1976. En 1980, il a obtenu le baccalauréat universitaire en droitdu Comilla Law College. Il a suivi pendant six mois le Commonwealth Young Lawyers Course de la School of Oriental African Studies et de l'Institute of Advanced Legal Studies, qui font tous deux partie de l'université de Londres.

## Carrière
En 1981, Hossain a commencé à pratiquer le droit comme mjuge de district,. Puis il est devenu avocat à la Haute Cour en 1983. Il a été nommé procureur général adjoint en 1999. Il a été nommé juge supplémentaire de la Haute Cour le 22 février 2001 et deux ans plus tard, le 22 février 2003, il a été nommé à titre permanent dans le même département. Le 23 février 2011, il a été nommé juge de la division d'appel. Il a été le président du comité de recherche formé pour former la Commission électorale à deux reprises. Le 2 février 2018, il est nommé juge en chef du Bangladesh.
La retraite de M. Mahmud est prévue pour le 30 décembre 2021.

## Position sur la loi sur la sécurité numérique
Hossain est un fervent partisan de la loi sur la sécurité numérique du pays. Dans un verdict rendu le 6 mars 2021, Hossain a prévenu qu'il n'y aurait aucune possibilité de libération sous caution pour les personnes qui terniraient l'image du Bangladesh de quelque manière que ce soit. Il a fait valoir que c'est parce que la première priorité est l'image du pays,.